# Daler Koezjajev
Daler Adjamovitsj Koezjajev (Russisch: Далер Адьямович Кузяев) (Naberezjnye Tsjelny, 15 januari 1993) is een Russisch voetballer die doorgaans speelt als middenvelder. In juli 2025 verliet hij Le Havre. Koezjajev maakte in 2017 zijn debuut in het Russisch voetbalelftal.

## Clubcarrière
Koezjajev speelde in de jeugd van Gazovik Orenburg en kwam via Kolomyagi Sint-Petersburg terecht in de opleiding van Zenit Sint-Petersburg. Bij die club brak hij niet door en de middenvelder speelde erna achtereenvolgens op het derde en tweede niveau, bij respectievelijk Karelia en Neftekhimik. In januari 2014 pikte Achmat Grozny hem op. Met deze club ging Koezjajev in de Premjer-Liga spelen. In zijn eerste halve seizoen speelde de middenvelder één competitiewedstrijd, maar de drie jaargangen erop leverden telkens meer dan twintig duels op. In de zomer van 2017 maakte Koezjajev de overstap naar Zenit Sint-Petersburg, waar hij zijn handtekening zette onder een verbintenis voor de duur van drie seizoenen. Hiermee keerde hij na vijf jaar terug bij de club waar hij in de jeugd speelde. Zijn contract liep af in de zomer van 2023, waarna hij voor twee jaar tekende bij Le Havre.

## Clubstatistieken
| Seizoen | Club                  | Competitie   | Competitie | Competitie | Beker | Beker | Internationaal | Internationaal | Totaal | Totaal |
| Seizoen | Club                  | Competitie   | Wed.       | Dlp.       | Wed.  | Dlp.  | Wed.           | Dlp.           | Wed.   | Dlp.   |
| ------- | --------------------- | ------------ | ---------- | ---------- | ----- | ----- | -------------- | -------------- | ------ | ------ |
| 2012/13 | Karelia               | PFL          | 22         | 0          | 1     | 0     | —              | —              | 23     | 0      |
| 2013/14 | Neftekhimik           | Pervaja Liga | 15         | 0          | 1     | 0     | —              | —              | 16     | 0      |
| 2013/14 | Achmat Grozny         | Premjer-Liga | 1          | 0          | 0     | 0     | —              | —              | 0      | 0      |
| 2014/15 | Achmat Grozny         | Premjer-Liga | 21         | 0          | 1     | 0     | —              | —              | 22     | 0      |
| 2015/16 | Achmat Grozny         | Premjer-Liga | 21         | 0          | 3     | 0     | —              | —              | 24     | 0      |
| 2016/17 | Achmat Grozny         | Premjer-Liga | 27         | 0          | 1     | 0     | —              | —              | 28     | 0      |
| 2017/18 | Zenit Sint-Petersburg | Premjer-Liga | 26         | 6          | 1     | 0     | 9              | 1              | 36     | 7      |
| 2018/19 | Zenit Sint-Petersburg | Premjer-Liga | 18         | 2          | 1     | 0     | 11             | 2              | 30     | 4      |
| 2019/20 | Zenit Sint-Petersburg | Premjer-Liga | 20         | 0          | 4     | 1     | 4              | 0              | 28     | 1      |
| 2020/21 | Zenit Sint-Petersburg | Premjer-Liga | 18         | 3          | 1     | 1     | 6              | 0              | 25     | 4      |
| 2021/22 | Zenit Sint-Petersburg | Premjer-Liga | 22         | 0          | 2     | 1     | 5              | 1              | 29     | 2      |
| 2022/23 | Zenit Sint-Petersburg | Premjer-Liga | 26         | 5          | 9     | 0     | —              | —              | 35     | 5      |
| 2023/24 | Le Havre              | Ligue 1      | 30         | 2          | 3     | 1     | —              | —              | 33     | 3      |
| 2024/25 | Le Havre              | Ligue 1      | 12         | 1          | 1     | 0     | —              | —              | 13     | 1      |
| Totaal  | Totaal                | Totaal       | 279        | 19         | 29    | 4     | 35             | 4              | 343    | 27     |

Bijgewerkt op 4 juli 2025.

## Interlandcarrière
Koezjajev maakte zijn debuut in het Russisch voetbalelftal op 7 oktober 2017, toen met 4–2 gewonnen werd van Zuid-Korea. Fjodor Smolov, Kim Ju-young (twee eigen doelpunten) en Aleksej Mirantsjoek zorgden voor de Russische treffers en Kwon Kyung-won en Ji Dong-won scoorden namens Zuid-Korea. Koezjajev mocht van bondscoach Stanislav Tsjertsjesov als basisspeler aan het duel beginnen en hij werd een kwartier voor tijd gewisseld voor Magomed Ozdojev. De andere debutanten dit duel waren Konstantin Rausch (1. FC Köln), Mário Fernandes (CSKA Moskou), Anton Mirantsjoek (Lokomotiv Moskou) en Anton Zabolotni (FC Tosno).
Koezjajev werd in mei 2018 door Tsjertsjesov opgenomen in de selectie van Rusland voor het wereldkampioenschap in eigen land. Rusland haalde de kwartfinale, waarin na strafschoppen verloren werd van Kroatië. In alle vijf wedstrijden van Rusland op het WK speelde Koezjajev mee. In juni 2021 maakte hij deel uit van de Russische selectie voor het uitgestelde EK 2020. Op het toernooi werd Rusland uitgeschakeld in de groepsfase na nederlagen tegen België (3–0) en Denemarken (1–4) en een overwinning op Finland (0–1). Koezjajev deed in alle drie de wedstrijden mee. Zijn toenmalige teamgenoten Vjatsjeslav Karavajev, Magomed Ozdojev, Joeri Zjirkov, Artjom Dzjoeba (allen eveneens Rusland) en Dejan Lovren (Kroatië) waren ook actief op het EK.
| Interlands van Daler Koezjajev voor Rusland | Interlands van Daler Koezjajev voor Rusland | Interlands van Daler Koezjajev voor Rusland | Interlands van Daler Koezjajev voor Rusland | Interlands van Daler Koezjajev voor Rusland | Interlands van Daler Koezjajev voor Rusland | Interlands van Daler Koezjajev voor Rusland |
| №                                           | Datum                                       | Wedstrijd                                   | Uitslag                                     | Competitie                                  | Goals                                       |                                             |
| Als speler bij Zenit Sint-Petersburg        | Als speler bij Zenit Sint-Petersburg        | Als speler bij Zenit Sint-Petersburg        | Als speler bij Zenit Sint-Petersburg        | Als speler bij Zenit Sint-Petersburg        | Als speler bij Zenit Sint-Petersburg        | Als speler bij Zenit Sint-Petersburg        |
| ------------------------------------------- | ------------------------------------------- | ------------------------------------------- | ------------------------------------------- | ------------------------------------------- | ------------------------------------------- | ------------------------------------------- |
| 1                                           | 7 oktober 2017                              | Rusland – Zuid-Korea                        | 4 – 2                                       | Vriendschappelijk                           |                                             |                                             |
| 2                                           | 10 oktober 2017                             | Rusland – Iran                              | 1 – 1                                       | Vriendschappelijk                           |                                             |                                             |
| 3                                           | 11 november 2017                            | Rusland – Argentinië                        | 0 – 1                                       | Vriendschappelijk                           |                                             |                                             |
| 4                                           | 14 november 2017                            | Rusland – Spanje                            | 3 – 3                                       | Vriendschappelijk                           |                                             |                                             |
| 5                                           | 30 mei 2018                                 | Oostenrijk – Rusland                        | 1 – 0                                       | Vriendschappelijk                           |                                             |                                             |
| 6                                           | 5 juni 2018                                 | Rusland – Turkije                           | 1 – 1                                       | Vriendschappelijk                           |                                             |                                             |
| 7                                           | 14 juni 2018                                | Rusland – Saoedi-Arabië                     | 5 – 0                                       | WK 2018                                     |                                             |                                             |
| 8                                           | 19 juni 2018                                | Rusland – Egypte                            | 3 – 1                                       | WK 2018                                     |                                             |                                             |
| 9                                           | 25 juni 2018                                | Uruguay – Rusland                           | 3 – 0                                       | WK 2018                                     |                                             |                                             |
| 10                                          | 1 juli 2018                                 | Spanje – Rusland                            | 1 – 1 (3 – 4 w.n.s.)                        | WK 2018                                     |                                             |                                             |
| 11                                          | 7 juli 2018                                 | Rusland – Kroatië                           | 2 – 2 (3 – 4 v.n.s.)                        | WK 2018                                     |                                             |                                             |
| 12                                          | 7 september 2018                            | Turkije – Rusland                           | 1 – 2                                       | Nations League 2018/19                      |                                             |                                             |
| 13                                          | 10 september 2018                           | Rusland – Tsjechië                          | 5 – 1                                       | Vriendschappelijk                           |                                             |                                             |
| 14                                          | 11 oktober 2018                             | Rusland – Zweden                            | 0 – 0                                       | Nations League 2018/19                      |                                             |                                             |
| 15                                          | 14 oktober 2018                             | Rusland – Turkije                           | 2 – 0                                       | Nations League 2018/19                      |                                             |                                             |
| 16                                          | 15 november 2018                            | Duitsland – Rusland                         | 3 – 0                                       | Vriendschappelijk                           |                                             |                                             |
| 17                                          | 20 november 2018                            | Zweden – Rusland                            | 2 – 0                                       | Nations League 2018/19                      |                                             |                                             |
| 18                                          | 21 maart 2019                               | België – Rusland                            | 3 – 1                                       | EK 2020 kwalificatie                        |                                             |                                             |
| 19                                          | 13 oktober 2019                             | Cyprus – Rusland                            | 0 – 5                                       | EK 2020 kwalificatie                        |                                             |                                             |
| 20                                          | 16 november 2019                            | Rusland – België                            | 1 – 4                                       | EK 2020 kwalificatie                        |                                             |                                             |
| 21                                          | 19 november 2019                            | San Marino – Rusland                        | 0 – 5                                       | EK 2020 kwalificatie                        | 3'                                          |                                             |
| 22                                          | 3 september 2020                            | Rusland – Servië                            | 3 – 1                                       | Nations League 2020/21                      |                                             |                                             |
| 23                                          | 6 september 2020                            | Hongarije – Rusland                         | 2 – 3                                       | Nations League 2020/21                      |                                             |                                             |
| 24                                          | 8 oktober 2020                              | Rusland – Zweden                            | 1 – 2                                       | Vriendschappelijk                           |                                             |                                             |
| 25                                          | 11 oktober 2020                             | Rusland – Turkije                           | 1 – 1                                       | Nations League 2020/21                      |                                             |                                             |
| 26                                          | 14 oktober 2020                             | Rusland – Hongarije                         | 0 – 0                                       | Nations League 2020/21                      |                                             |                                             |
| 27                                          | 12 november 2020                            | Moldavië – Rusland                          | 0 – 0                                       | Vriendschappelijk                           |                                             |                                             |
| 28                                          | 15 november 2020                            | Turkije – Rusland                           | 3 – 2                                       | Nations League 2020/21                      | 57'                                         |                                             |
| 29                                          | 18 november 2020                            | Servië – Rusland                            | 5 – 0                                       | Nations League 2020/21                      |                                             |                                             |
| 30                                          | 24 maart 2021                               | Malta – Rusland                             | 1 – 3                                       | WK 2022 kwalificatie                        |                                             |                                             |
| 31                                          | 27 maart 2021                               | Rusland – Slovenië                          | 2 – 1                                       | WK 2022 kwalificatie                        |                                             |                                             |
| 32                                          | 30 maart 2021                               | Slowakije – Rusland                         | 2 – 1                                       | WK 2022 kwalificatie                        |                                             |                                             |
| 33                                          | 1 juni 2021                                 | Polen – Rusland                             | 1 – 1                                       | Vriendschappelijk                           |                                             |                                             |
| 34                                          | 5 juni 2021                                 | Rusland – Bulgarije                         | 1 – 0                                       | Vriendschappelijk                           |                                             |                                             |
| 35                                          | 12 juni 2021                                | België – Rusland                            | 3 – 0                                       | EK 2020                                     |                                             |                                             |
| 36                                          | 16 juni 2021                                | Finland – Rusland                           | 0 – 1                                       | EK 2020                                     |                                             |                                             |
| 37                                          | 21 juni 2021                                | Rusland – Denemarken                        | 1 – 4                                       | EK 2020                                     |                                             |                                             |
| 38                                          | 1 september 2021                            | Rusland – Kroatië                           | 0 – 0                                       | WK 2022 kwalificatie                        |                                             |                                             |
| 39                                          | 4 september 2021                            | Cyprus – Rusland                            | 0 – 2                                       | WK 2022 kwalificatie                        |                                             |                                             |
| 40                                          | 7 september 2021                            | Rusland – Malta                             | 2 – 0                                       | WK 2022 kwalificatie                        |                                             |                                             |
| 41                                          | 8 oktober 2021                              | Rusland – Slowakije                         | 1 – 0                                       | WK 2022 kwalificatie                        |                                             |                                             |
| 42                                          | 11 oktober 2021                             | Slovenië – Rusland                          | 1 – 2                                       | WK 2022 kwalificatie                        |                                             |                                             |

Bijgewerkt op 4 juli 2025.

## Erelijst
| Premjer-Liga        | 5 | 2018/19, 2019/20, 2020/21, 2021/22, 2022/23 |
| Koebok Rossii       | 1 | 2019/20                                     |
| Soeperkoebok Rossii | 3 | 2020, 2021, 2022                            |